# ハルオ・レメリク
ハルオ・レメリク（Haruo Ignacio Remeliik、1933年6月1日 - 1985年6月30日）はパラオ共和国の政治家。1981年3月2日から1985年6月30日までパラオ共和国初代大統領を務めた。日系人である。

## 来歴
パラオ人男性と日本人女性との間に生まれた。若い時はペリリュー島に住んでいた。
ハワイ大学を卒業後、太平洋諸島信託統治領政府の公務員となり、裁判所書記官やパラオ地区副行政官を務めた。行政官としての経歴が長く、あまり目立たない存在であったが、パラオ憲法制定委員会の委員長就任がきっかけで広く知られるようになり、第1回大統領選挙で当選した。

### 大統領在任中
「自由連合盟約の早期締結」を掲げていたが、パラオ共和国憲法の非核条項が原因でアメリカ合衆国との交渉が難航し、事実上暗礁に乗り上げた。
また、イギリスのIPSECO社との間で発電所建設が進められていたが、計画通りに進まなかったため、元金及び違約金として約7000万ドルの負債をパラオ政府は抱え込むことになった。
これらの不満から、政府職員のストライキやテロが相次ぎ、政情が不安定となった。
1984年の第2回大統領選挙では、何とか再選を果たした。

### 暗殺
1985年6月30日深夜、レメリクが帰宅したところを狙撃され、この世を去った。この後、トーマス・レメンゲサウ・Srが7月2日までの2日間、大統領代行を務めた。
暗殺犯として数人の容疑者が逮捕されたが、証拠不十分で間もなく釈放された。
1993年、レメリクの政敵でラザルス・サリー政権の国務相を務めたジョン・ギラゲド一味が逮捕され、裁判の結果、終身刑の判決が下った。

## 参考資料
- Politician convicted of Palau leader's murder（PDF）
- マンディ・エピソン『パラオ PORTRAIT OF PARADISE』正和企画出版舎、1994年
- マルウ・L・セイソン編『クニヲ・ナカムラ 草の根から』2001年
- 須藤健一監修『パラオ共和国 過去と現在そして21世紀へ』おりじん書房、2003年

| 公職          | 公職                                 | 公職                                     |
| ------------- | ------------------------------------ | ---------------------------------------- |
| 先代 （建国） | パラオ共和国大統領 初代：1981 - 1985 | 次代 トーマス・レメンゲサウ・Sr （暫定） |